# Armene griseolata
Armene griseolata är en bönsyrseart som beskrevs av Aare Lindt 1973. Armene griseolata ingår i släktet Armene och familjen Mantidae. Inga underarter finns listade i Catalogue of Life.